# Coulissewerking

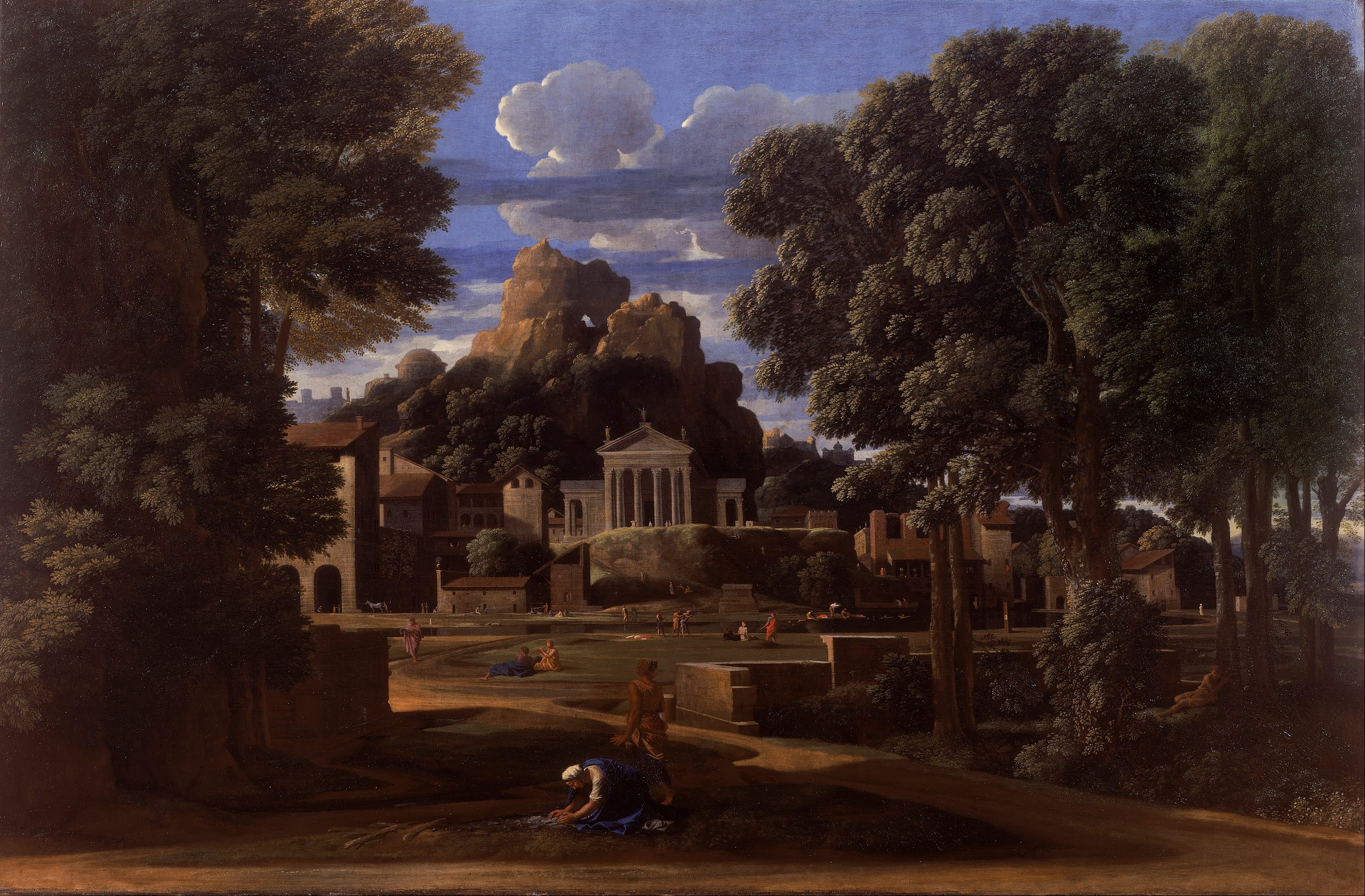
Landschapsschilderij van Nicolas Poussin uit 1648. Het schilderij heeft vele overlappende onderdelen. De coulissewerking van het landschap en de bouwwerken wordt voortgezet in de wolken. Op de voorgrond zoekt de weduwe van Phokion naar diens stoffelijke resten om die te kunnen begraven

Coulissewerking is een manier om in een ontwerp, zoals dat van een schilderij of van een landschapstuin dieptewerking te krijgen. Ook in de stedenbouw wordt coulissewerking toegepast. De verschillende onderdelen van het ontwerp worden achter elkaar geplaatst, net zoals onderdelen van een theaterdecor kunnen bestaan uit coulissen. De verschillende coulissen hebben andere kleuren, of een verschil in belichting. Als er meerdere coulissen worden gebruikt, overlappen deze elkaar.
In landschappen bestaat vaak van nature coulissewerking, door de aanwezigheid van bosschages, heuvels of gebouwen, waardoor het zicht op de verte wordt onderbroken. Zo een landschap wordt coulisselandschap genoemd.
In tuinen kunnen coulissen bijvoorbeeld de vorm van een heg krijgen. Zo een heg doorbreekt de zichtlijn. De kijker weet niet wat zich achter de heg bevindt. Daardoor wordt de tuin spannender. Ook met natuurlijker vormen, zoals een grote struik, een bos bamboe of een boom kan coulissewerking bereikt worden.